# 프리즈너 (2020년 영화)
《프리즈너》는 2020년에 개봉한 대한민국의 영화이다.

## 캐스팅
- 오지호 : 신세도 역
- 조운 : 이인귀 역
- 이재용 : 교도소장 역
- 정찬 : S.I.L 대장 역
- 손성윤 : 태희 역
- 장영진 : 우장기 역
- 서범식 : 박견 역
- 서인걸 : 함우리 역
- 왕휘 : 마광도 역
- 하제용 : 명두만 역
- 줄리엔 강 : 제이크 역
- 오승은 : 여의사 역
- 김다한 : 교도관 역
- 이상욱 : S.I.L A 역
- 주동하 : S.I.L B 역
- 장주완 : S.I.L C 역
- 유승환 : S.I.L D 역
- 이준영 : S.I.L E 역
- 황성웅 : S.I.L F 역
- 장두경 : 박덕배 역
- 김용운 : 떡대 역
- 심재원 : 카페사장 역
- 이시영 : 여마사지사 1 역
- 전하연 : 여마사지사 2 역
- 신규식 : VR 사무실 역
- 이창섭 : VR 룸싸롱 역
- 장혜진 : VR VIP 벤츠 역
- 김현수 : 묶여있는 남자 역
- 윤우중 : 중년남자 역
- 고도연 : 우장기 딸 역
- 이우신 : 판사(V.O) / 남자 목소리(V.O) 역
- 박경도 : 신세도 대역
- 이준영 : 이인귀 대역
- 문형철 : 죄수들 역

## 같이 보기
- 2020년 대한민국의 영화 목록

## 참고 사항
- 조운과 이창섭은 영화 《히트맨》 이후로 1개월만에 재회하는 작품이다.